# Spigelia scabrella
Spigelia scabrella är en tvåhjärtbladig växtart som beskrevs av George Bentham. Spigelia scabrella ingår i släktet Spigelia och familjen Loganiaceae. Inga underarter finns listade i Catalogue of Life.